# Южен кръст (съзвездие)
Южен кръст (на латински: Crux Australis или само Crux) е съзвездие, видимо от Южното полукълбо на Земята. Съставено е от четири основни звезди: Акрукс (α), Бекрукс (Мимоза) (β), Гакрукс (γ) и Делта (δ). Граничи със съзвездията Кентавър и Муха.
Четирите ярки звезди образуват лесно разпознаваем астеризъм, който служи за навигация: линията, изтеглена през звездите γ и α на Южния кръст, приблизително преминава през Южния полюс на света, на разстояние 4,5 интервала от тези звезди. Това е от особено значение за навигацията в миналото, защото на южното небе няма ярка полярна звезда.

## История
Това съзвездие е известно на човечеството от древността. Получило е съвременното си наименование от моряците от експедицията на Фернандо Магелан.
В миналото е било важен морски ориентир за откриването на небесния Южен полюс. Южният кръст традиционно се използва в корабоплаването сред народите на Полинезия, ориентацията по него помага при пътувания на дълги разстояния в Тихия океан.

## Наблюдение
Частичната видимост на съзвездието започва на юг от 34-тия паралел северна ширина.
Видимост на звездите от Южен кръст:
- за звездата Гакрукс (γ) (която се намира на северния връх на основната фигура на съзвездието) видимостта започва на юг от 33° с.ш.;
- за звездата Делта (δ) видимостта започва на юг от 31°15' с.ш.;
- за звездата Бекрукс (Мимоза) (β) видимостта започва на юг от 30°20' с.ш.;
- за звездата Акрукс (α) (която се намира на южния връх на основната фигура на съзвездието) видимостта започва на юг от 27° с.ш.

Пълна видимост на съзвездието Южен кръст - започва на юг от 25-ия паралел северна ширина. На юг от 34-та ширина, съзвездието никога не излиза извън хоризонта.
Правата линия, прокарана от звездата Гакрукс (γ) до звездата Акрукс (α), се пресича с правата линия, прокарана от звездата Бекрукс (Мимоза) (β) до звездата Делта (δ), като тази линия образува малък диагонал или напречна греда на основната фигура на съзвездието.
В съзвездието се намира мъглявината „Торба с въглища“, лесно видима с просто око като тъмно петно на фона на Млечния път.
Сред най-големите градове, в които Южният кръст е незалязващо съзвездие, са Буенос Айрес, Монтевидео, Мелбърн, Канбера. Основната фигура на съзвездието (т.е. четириъгълникът на звездите α, β, δ и γ на Южния кръст) не излиза напълно извън хоризонта и в Сантяго, Кейптаун и Сидни, а звездата Акрукс (α) на Южния кръст също в Порто Алегре.

## Съзвездието в митологията
Няма класически европейски митове за съзвездието. Австралийските аборигени са го уподобявали на опосум, покатерил се на дърво, гонен от зъл дух (мъглявината „Торба с въглища“).